# Зенобани (Ванский муниципалитет)
Зенобани (груз. ზენობანი) — село в Грузии, на территории Ванского муниципалитета края (мхаре) Имеретия.

## География
Село находится в западной части Грузии, на левом берегу реки Сулори, на расстоянии приблизительно 1 километра (по прямой) к юго-востоку от города Вани, административного центра муниципалитета. Абсолютная высота — 156 метров над уровнем моря.

## Население
По результатам официальной переписи населения 2014 года, в Зенобани проживало 120 человек (50 мужчин и 70 женщин). В национальной структуре населения грузины составляли 100 %.
| Год  | Население, человек |
| ---- | ------------------ |
| 2002 | 218                |
| 2014 | ↘ 120              |